# Maialen Lujanbio
Maialen Lujanbio Zugasti (Hernani, Guipúzcoa, 26 de noviembre de 1976) es una versolari española, primera mujer en ganar el Campeonato Nacional de versolaris en 2009.

## Trayectoria
Lujanbio comenzó en la bertso-eskola de la ikastola de Hernani con 11 años donde en breve empezó a destacar y pronto se inscribió en el campeonato escolar de Guipúzcoa donde llegó a la final y donde destacó cantando un verso donde le proponían cuatro palabras: cubino, pino, marino y ánimo. Con estas palabras improvisó el siguiente poema:
Karreran lehenengua
zihoan Cubino,
harek lehen atzetikan
zedukala Pino
baina eroi in ziran
bera ta Marino
hala ta guztiz haiei
milaka animo
A los 15 años de edad debutó en su primera sesión en una plaza cantando junto a Andoni Egaña, Anjel Mari Peñagarikano y Kristina Mardaras en Fuenterrabía.
En 2001 debuta en el campeonato nacional de versos, teniendo una gran actuación y proclamándose subcampeona, para dos años más tarde vencer en el campeonato de Guipúzcoa ante Jon Martín.
Se proclamó en 2009 ganadora del Campeonato Nacional de Versolaris, máxima competición de la disciplina, convirtiéndose en la primera mujer en obtener este galardón. Su victoria terminó con la hegemonía de Andoni Egaña, máximo laureado de la competición con cuatro triunfos. Cuatro años más tarde llegó a la final nuevamente pero no podría batir a Amets Arzallus. En el año 2017 volvió a ser la ganadora de la txapela en dicha competición.
Ha colaborado en la creación de letras para diferentes artistas vascos como son: Maixa eta Ixiar, Alaitz eta Maider, Anje Duhalde, Mikel Errazkin, Mikel Markez o el grupo Oskorri. Además ha escrito columnas de opinión para el periódico Berria
Esta Licenciada en Bellas Artes por la universidad de Lejona, tiene un curso de postgrado impartido por la facultad de Humanidades y Ciencias de la Enseñanza de la Universidad de Mondragón (HUEZI).
Una vez terminados sus estudios en Bellas Artes, formó parte del proyecto "Pangea" donde junto con otras 11 personas viajó por todo el mundo. 
También ha colaborado en el proyecto que mezcla música electrónica y versos llamado "Orniturrinkus".
En 2018 fue nombrada "Hernaniar bikaina" por la Sociedad Xalaparta, uno de los distintivos de mayor lustre que se entregan en Hernani pueblo natal de Lujanbio.
En 2019 Lujanbio es la encargada de escribir y leer el mensaje de la Korrika 21 organizada por AEK.

## Bertsolaritza

### Campeonatos
Campeonato nacional:

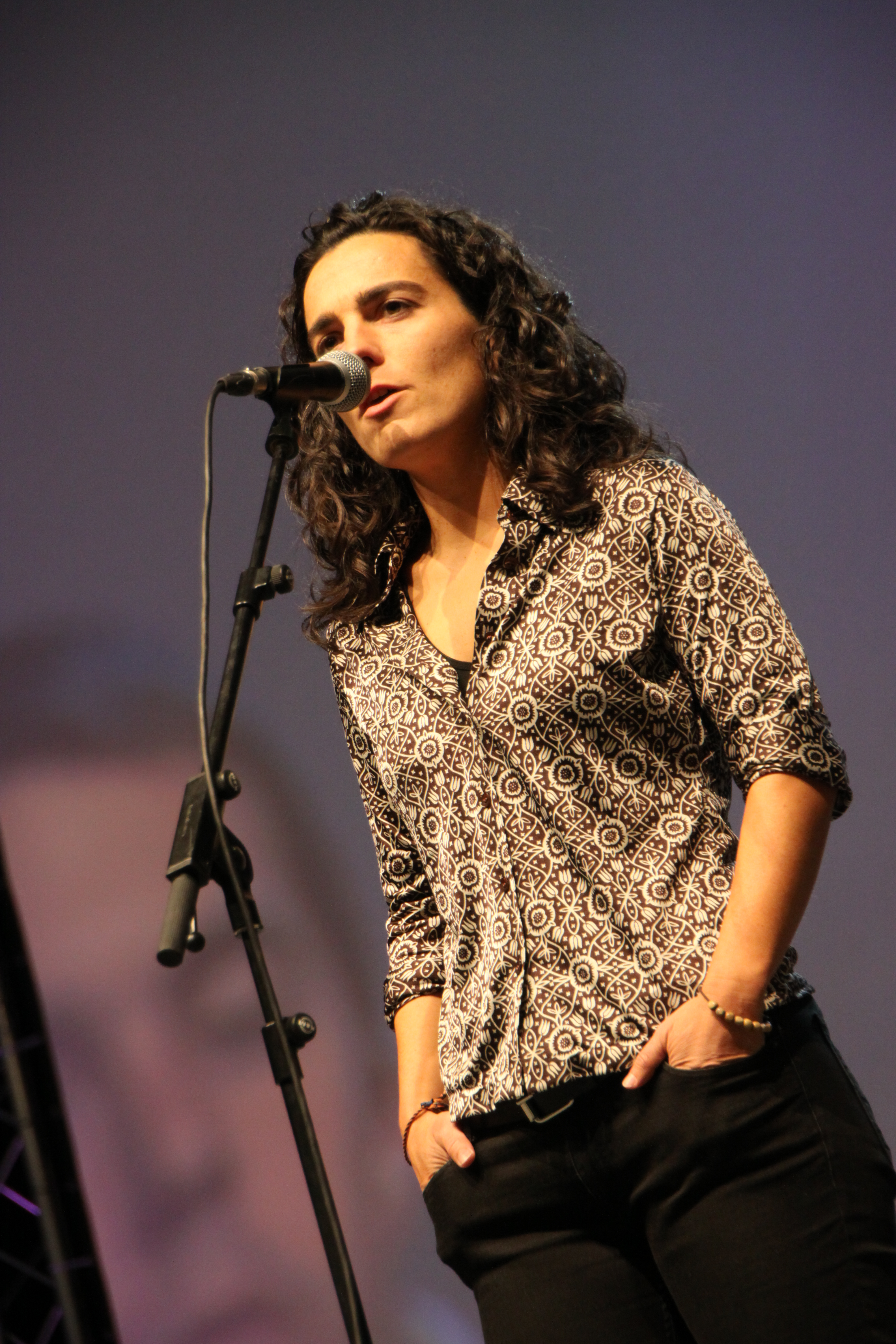
Lujanbio el año 2013.

- Bertsolari txapelketa nagusia 2022: campeona.[9]
- Bertsolari txapelketa nagusia 2017: campeona.
- Bertsolari txapelketa nagusia 2013: subcampeona.
- Bertsolari txapelketa nagusia 2009: campeona.
- Bertsolari txapelketa nagusia 2005: finalista, tercer puesto.
- Bertsolari txapelketa nagusia 2001: subcampeona.

Campeonato de Bertsos de Gipuzkoa:
- Campeonato de versolaris de Guipúzcoa 2003: campeona

Campeonato escolar de Euskadi:
Categoría de mayores 
- Subcampeona: 1994

Categoría de pequeños
- Campeona: 1992
- Campeona: 1991
- Campeona: 1990

Campeonato escolar de Gipuzkoa:
Categoría de mayores 
- Campeona: 1994
- Finalista: 1993

Categoría de pequeños
- Finalista: 1992
- Campeona: 1990
- Finalista: 1988

Otros premios:
- Premio Xenpelar: 1991
- Premio Osinalde: 1992
- Premio Lizardi: 1992
- Concurso de copla "Zintzarria": 1998

## Literatura

### Obras
- Hau Koaderno bat zen. 2010
- Ilunpetik argitara - Emakume langileak iruditan - Hernani 1936-1975. ISBN: 978-84-934193-7-0, 2016